# 成長の限界
成長の限界（せいちょうのげんかい、原題: 英語: The Limits to Growth〈英語圏で多用される略称は LTG〉）とは、ローマクラブが資源と地球の有限性に着目し、マサチューセッツ工科大学のデニス・メドウズを主査とする国際チームに委託して、システムダイナミクスの手法を使用してとりまとめた研究で、1972年に発表された。コンピュータを用いた再現手法を援用して、経済と人口増加をモデル化し有限な資源の供給と対照した。「人口増加や環境汚染などの現在の傾向が続けば、100年以内に地球上の成長は限界に達する」と警鐘を鳴らしている。
以下の文は著名である。
これは時系列で考えると「人は子供が生まれてその子供がまた子供を生むので「掛け算」で増えていくのに対し、食料はある土地では年に1回それも同じ量しか生産出来ない、つまり「足し算」になるという概念に基づく。
なお、この概念をトマス・ロバート・マルサス（『人口論』）が論じた時点では肥料は伝統的な有機質肥料が中心であり、単位面積あたりの農作物の収量は増え続ける人口に追いつかず、人類は常に貧困に悩まされるという現象は自明であったが、1900年以降にハーバー・ボッシュ法などで化学肥料が安定供給されたことにより克服された。
本書で述べた予測結果と現状の比較は、例えば産業技術総合研究所は鉱物資源について「主要国のベースメタル、レアメタルの生産量と埋蔵量、可採年数」などが継続的に調査されている。

## 手法

World3モデルの標準の解析結果。原書『The Limits to Growth』に掲載。

研究は「World3」というコンピュータ・モデルを採用し、地球環境と人間のシステム2種の相互作用の結果をシミュレーションしており、その基盤となった理論はメドウズの大学同僚のジェイ・フォレスター（Jay Forrester）教授が唱え、著書『World Dynamics』に述べたものである。
委託者のローマクラブに代わり、研究の成果は1971年の夏にモスクワとリオデジャネイロの国際会議で公表された。著者代表としてドネラ・H・メドウズ、デニス・メドウズとヨルゲン・ランダースの名前が記され、3名を含む寄稿者陣はウィリアム・W・ベーレンス3世（William W. Behrens III）を加えた研究者17名であった。

この本は出版以来、日本語を含む30言語に翻訳されて累計販売部数はおよそ3000万部にのぼる。時間が経っても議論を巻き起こして、複数の後続の出版物が主題に採用してきた。

### 続刊
続論は翻訳され、『限界を超えて』（1992年※）と『成長の限界 : 人類の選択』（2005年※）がある（"※"＝それぞれ和訳の発行年）。
共著者のヨルゲン・ランダース（スウェーデン語: Jørgen Randers）は2012年に40年後の予測を『2052: A Global Forecast for the Next Forty Years』と題して出版した。ドネラ・メドウズは鬼籍に入り、『成長の限界』の原著者デニス・メドウズとランダースはさらに10年を経た2022年に19名の寄稿者を得て著書『Limits and Beyond』を上梓している。

## なぞなぞ
本書の中で、経済成長がもたらす資源・環境問題について、フランスの子ども向けのなぞなぞを用いて説明している。
ある池があって、そこには水蓮があります。水蓮は１日に２倍に増加し、水蓮が池を覆い尽くすと水の中の他の生物はすべて窒息して死んでしまいます。いま、水蓮がその池の表面を半分覆い尽くすのに１００年かかったとします。では、池の残りの半分を水蓮が覆い尽くすのに、あと何年かかるでしょうか。—
答えはもちろんあと１日です（１００年ではありません）。
つまり、まだまだ大丈夫（半分覆うのに１００年もかかったではないか）などと考えていたら、もはや手遅れになってしまいます。
ローマ・クラブは、このなぞなぞで示されたような認識を基礎にして、世界中の人びとに一刻も早く対策をとるように警鐘を鳴らしている。